# Empoasca malvae
Empoasca malvae är en insektsart som beskrevs av Evans 1942. Empoasca malvae ingår i släktet Empoasca och familjen dvärgstritar. Inga underarter finns listade i Catalogue of Life.